# Calciatori dell'Everton Football Club
Questa è la lista dei calciatori di rilievo che hanno giocato con la squadra britannica dell'Everton Football Club.
Tabella aggiornata al 17 febbraio 2013
| Nome               | Nazionalità                 | Ruolo | Periodo              | Presenze | Reti | Note sul giocatore                                                               |
| ------------------ | --------------------------- | ----- | -------------------- | -------- | ---- | -------------------------------------------------------------------------------- |
| George Fleming     | Scozia (bandiera)           | C     | 1887–1888            | 5        | 2    | Primo marcatore in campionato della storia dell'Everton                          |
| George Farmer      | ()                          | A     | 1887–1889            | 35       | 3    | Primo marcatore della storia dell'Everton                                        |
| Alex McKinnon      | Scozia (bandiera)           | A     | 1888-1888            | 6        | 4    | Primo realizzatore di una tripletta per l'Everton                                |
| Nick Ross          | Scozia (bandiera)           | D/A   | 1888–1889            | 19       | 5    | Capitano nel periodo 1888–1889                                                   |
| Bob Kelso          | Scozia (bandiera)           | D     | 1888–1889, 1891–1895 | 103      | 5    |                                                                                  |
| Alf Milward        | Inghilterra (bandiera)      | A     | 1888–1896            | 224      | 96   |                                                                                  |
| Edgar Chadwick     | Inghilterra (bandiera)      | A     | 1888–1898            | 300      | 110  | Capitano nel 1897                                                                |
| Johnny Holt        | Inghilterra (bandiera)      | D     | 1888–1898            | 252      | 4    | Giocatore della prima rosa della nazionale inglese di calcio                     |
| Andrew Hannah      | Scozia (bandiera)           | D     | 1889–1891            | 44       | 0    | Capitano nel periodo 1889–1891                                                   |
| Alexander Brady    | Scozia (bandiera)           | A     | 1889–1891            | 36       | 20   |                                                                                  |
| Dan Doyle          | Scozia (bandiera)           | C     | 1889–1891            | 41       | 1    |                                                                                  |
| David Jardine      | Scozia (bandiera)           | P     | 1889–1894            | 137      | 0    |                                                                                  |
| Alex Latta         | Scozia (bandiera)           | A     | 1889–1895            | 148      | 70   |                                                                                  |
| Charlie Parry      | Galles (bandiera)           | D     | 1889–1895            | 94       | 5    |                                                                                  |
| Fred Geary         | Inghilterra (bandiera)      | A     | 1889–1895            | 99       | 86   | Primo marcatore al Goodison Park                                                 |
| Duncan McLean      | Scozia (bandiera)           | D     | 1890–1891            | 26       | 0    |                                                                                  |
| Bob Howarth        | Inghilterra (bandiera)      | D     | 1891–1893            | 68       | 0    | Capitano nel periodo 1892–1893                                                   |
| Richard Williams   | Inghilterra (bandiera)      | P     | 1891–1894            | 70       | 0    |                                                                                  |
| Jack Bell          | Scozia (bandiera)           | A     | 1893–1898, 1901–1903 | 199      | 70   | Primo marcatore dell'Everton in una finale di FA Cup                             |
| Dickie Boyle       | Scozia (bandiera)           | D/C/A | 1892–1900            | 243      | 8    |                                                                                  |
| William Stewart    | Scozia (bandiera)           | D/C/A | 1892–1900            | 137      | 6    |                                                                                  |
| Jack Southworth    | Inghilterra (bandiera)      | A     | 1893–1894            | 32       | 36   |                                                                                  |
| Tom McInnes        | Scozia (bandiera)           | A     | 1894–1895            | 47       | 18   |                                                                                  |
| Jack Taylor        | Scozia (bandiera)           | D/C/A | 1896–1910            | 456      | 80   | Capitano nel periodo 1898–1910                                                   |
| Willie Muir        | Scozia (bandiera)           | ?     | 1897–1901            | 137      | 0    |                                                                                  |
| Sam Wolstenholme   | Inghilterra (bandiera)      | ??    | 1897–1904            | 170      | 8    |                                                                                  |
| Walter Balmer      | Inghilterra (bandiera)      | D     | 1897–1908            | 331      | 1    |                                                                                  |
| John Proudfoot     | Scozia (bandiera)           | A     | 1898–1901            | 89       | 31   |                                                                                  |
| Jack Crelley       | Inghilterra (bandiera)      | D     | 1898–1907            | 127      | 0    |                                                                                  |
| Jimmy Settle       | Inghilterra (bandiera)      | A     | 1899–1908            | 269      | 97   | Capocannoniere della stagione 1901–02                                            |
| Walter Abbott      | Inghilterra (bandiera)      | A     | 1899–1908            | 292      | 37   |                                                                                  |
| Jack Sharp         | Inghilterra (bandiera)      | A     | 1899–1909            | 342      | 80   |                                                                                  |
| Tom Booth          | Inghilterra (bandiera)      | ??    | 1900–1907            | 185      | 11   |                                                                                  |
| Alexander Young    | Scozia (bandiera)           | A     | 1901–1910            | 314      | 125  | Capocannoniere della stagione 1906–07                                            |
| Bob Balmer         | Inghilterra (bandiera)      | ??    | 1902–1911            | 188      | 0    |                                                                                  |
| Harry Makepeace    | Inghilterra (bandiera)      | D/C/A | 1902–1914            | 336      | 23   |                                                                                  |
| Thomas McDermott   | Scozia (bandiera)           | D/C/A | 1903–1905            | 73       | 19   |                                                                                  |
| Harold Hardman     | Inghilterra (bandiera)      | A     | 1903–1908            | 156      | 29   |                                                                                  |
| Billy Scott        |                             | P     | 1904–1912            | 289      |      |                                                                                  |
| Hugh Bolton        | Scozia (bandiera)           | A     | 1906–1908            | 87       | 34   |                                                                                  |
| Joe Donnachie      | Scozia (bandiera)           | C     | 1906–1908, 1919–1920 | 58       | 0    |                                                                                  |
| William Stevenson  | Inghilterra (bandiera)      | ??    | 1907–1913            | 125      | 0    |                                                                                  |
| Jock Maconnachie   | Scozia (bandiera)           | D     | 1907–1919            | 270      | 7    |                                                                                  |
| John Coleman       | Inghilterra (bandiera)      | A     | 1908–1910            | 71       | 30   |                                                                                  |
| Bert Freeman       | Inghilterra (bandiera)      | A     | 1908–1911            | 94       | 67   | Capocannoniere nella stagione 1908-09                                            |
| Val Harris         |                             | D/C/A | 1908–1914            | 214      | 2    |                                                                                  |
| Bill Lacey         |                             | D/C/A | 1909–1912            | 40       | 11   |                                                                                  |
| George Beare       | Inghilterra (bandiera)      | A     | 1909–1913            | 125      | 19   |                                                                                  |
| Tom Fleetwood      | Inghilterra (bandiera)      | ??    | 1910–1922            | 285      | 10   |                                                                                  |
| Frank Jefferis     | Inghilterra (bandiera)      | A     | 1910–1919            | 137      | 22   |                                                                                  |
| Sam Chedgzoy       | Inghilterra (bandiera)      | A     | 1910–1925            | 300      | 36   |                                                                                  |
| Alan Grenyer       | Inghilterra (bandiera)      | C     | 1911–1923            | 148      | 9    |                                                                                  |
| Bobby Parker       | Scozia (bandiera)           | A     | 1913–1922            | 92       | 71   | Capocannoniere della stagione 1908–09                                            |
| George Harrison    | Inghilterra (bandiera)      | ??    | 1913–1923            | 190      | 17   |                                                                                  |
| Tommy Fern         | Inghilterra (bandiera)      | P     | 1913–1924            | 231      | 0    |                                                                                  |
| Joe Clennell       | Inghilterra (bandiera)      | A     | 1913–1921            | 74       | 33   |                                                                                  |
| Jimmy Galt         | Scozia (bandiera)           | C     | 1913–1915            | 36       | 4    |                                                                                  |
| Robert Thompson    | Inghilterra (bandiera)      | ??    | 1913–1921            | 89       | 0    |                                                                                  |
| William Brown      | Scozia (bandiera)           | ??    | 1914–1927            | 179      | 0    |                                                                                  |
| William Kirsopp    | Inghilterra (bandiera)      | A     | 1915–1921            | 63       | 29   |                                                                                  |
| Joe Peacock        | Inghilterra (bandiera)      | ??    | 1919–1926            | 161      | 12   |                                                                                  |
| Jock McDonald      | Scozia (bandiera)           | ??    | 1920–1926            | 224      | 0    |                                                                                  |
| David Reid         |                             | ??    | 1920–1926            | 101      | 11   |                                                                                  |
| Wilf Chadwick      | Inghilterra (bandiera)      | A     | 1921–1925            | 109      | 55   | Capocannoniere della stagione 1923–24                                            |
| Doug Livingstone   | Scozia (bandiera)           | D     | 1921–1925            | 100      | 0    |                                                                                  |
| Bobby Irvine       |                             | A     | 1921–1928            | 214      | 57   |                                                                                  |
| Hunter Hart        | Scozia (bandiera)           | C     | 1921–1929            | 300      | 5    |                                                                                  |
| Neil McBain        | Scozia (bandiera)           | D/C/A | 1922–1925            | 103      | 1    |                                                                                  |
| Alec Troup         | Scozia (bandiera)           | A     | 1922–1929            | 259      | 35   |                                                                                  |
| David Raitt        | Scozia (bandiera)           | ??    | 1922–1927            | 131      | 0    |                                                                                  |
| Jack O'Donnell     | Inghilterra (bandiera)      | A     | 1924–1929            | 198      | 10   |                                                                                  |
| Albert Virr        | Inghilterra (bandiera)      | ??    | 1924–1929            | 127      | 3    |                                                                                  |
| Dixie Dean         | Inghilterra (bandiera)      | A     | 1925–1937            | 431      | 377  | Miglior marcatore della storia dell'Everton                                      |
| Arthur Davies      | Galles (bandiera)           | ??    | 1926–1929            | 94       | 0    |                                                                                  |
| Edward Critchley   | Inghilterra (bandiera)      | A     | 1926–1934            | 229      | 42   |                                                                                  |
| Warney Cresswell   | Inghilterra (bandiera)      | A     | 1926–1935            | 306      | 1    |                                                                                  |
| Anthony Weldon     | Scozia (bandiera)           | ??    | 1927–1929            | 74       | 13   |                                                                                  |
| Jeremiah Kelly     | Scozia (bandiera)           | ??    | 1927–1929            | 83       | 1    |                                                                                  |
| Tommy White        | Inghilterra (bandiera)      | A     | 1927–1937            | 201      | 66   |                                                                                  |
| James Dunn         | Scozia (bandiera)           | A     | 1928–1934            | 155      | 49   |                                                                                  |
| Jimmy Stein        | Scozia (bandiera)           | A     | 1928–1936            | 215      | 65   |                                                                                  |
| Jock Thomson       | Scozia (bandiera)           | D/C/A | 1929–1938            | 296      | 5    |                                                                                  |
| Ted Sagar          | Inghilterra (bandiera)      | P     | 1929–1952            | 495      | 0    |                                                                                  |
| Tommy Johnson      | Inghilterra (bandiera)      | A     | 1929–1933            | 161      | 65   |                                                                                  |
| Ben Williams       | Galles (bandiera)           | ??    | 1929–1935            | 139      | 0    |                                                                                  |
| Cliff Britton      | Inghilterra (bandiera)      | D/C/A | 1930–1938            | 240      | 3    |                                                                                  |
| Charlie Gee        | Inghilterra (bandiera)      | ??    | 1930–1938            | 212      | 2    |                                                                                  |
| Albert Geldard     | Inghilterra (bandiera)      | ??    | 1932–1937            | 179      | 37   |                                                                                  |
| Joe Mercer         | Inghilterra (bandiera)      | D/C/A | 1932–1937            | 184      | 2    |                                                                                  |
| Jimmy Cunliffe     | Inghilterra (bandiera)      | A     | 1932–1938            | 187      | 76   |                                                                                  |
| Billy Cook         | Irlanda del Nord (bandiera) | ??    | 1932–1938            | 250      | 6    |                                                                                  |
| Stan Bentham       | Inghilterra (bandiera)      | FW    | 1932–1948            | 125      | 7    |                                                                                  |
| Jack Jones         | Inghilterra (bandiera)      | ??    | 1933–1937            | 108      | 0    |                                                                                  |
| Jackie Coulter     | Irlanda (bandiera)          | C     | 1934–1937            | 88       | 2    |                                                                                  |
| Alex Stevenson     | Irlanda (bandiera)          | A     | 1934–1949            | 271      | 90   |                                                                                  |
| Torry Gillick      | Scozia (bandiera)           | A     | 1935–1938            | 133      | 44   |                                                                                  |
| T. G. Jones        | Galles (bandiera)           | A     | 1936–1949            | 175      | 5    |                                                                                  |
| Tommy Lawton       | Inghilterra (bandiera)      | A     | 1937–1945            | 95       | 70   | Capocannoniere nelle stagioni 1937–38, 1938–39                                   |
| Norman Greenhalgh  | Inghilterra (bandiera)      | ??    | 1937–1949            | 115      | 1    |                                                                                  |
| Johnny Carey       | Irlanda (bandiera)          | D     | 1942–1943            | -        | -    | Allenatore nel periodo 1958–1961                                                 |
| Wally Fielding     | Inghilterra (bandiera)      | A     | 1945–1959            | 410      | 54   |                                                                                  |
| George Saunders    | Inghilterra (bandiera)      | ??    | 1946–1951            | 140      | 0    |                                                                                  |
| Jackie Grant       | Inghilterra (bandiera)      | ??    | 1946–1954            | 133      | 11   |                                                                                  |
| Eddie Wainwright   | Inghilterra (bandiera)      | A     | 1946–1955            | 228      | 76   |                                                                                  |
| Tommy Eglington    | Irlanda (bandiera)          | A     | 1946–1957            | 428      | 82   |                                                                                  |
| Peter Farrell      | Irlanda (bandiera)          | D/C/A | 1946–1957            | 453      | 17   | Capitano nel periodo 1954–1957                                                   |
| Cyril Lello        | Inghilterra (bandiera)      | D/C/A | 1947–1956            | 255      | 9    |                                                                                  |
| Peter Corr         | Irlanda (bandiera)          | C     | 1948–1949            | 24       | 2    |                                                                                  |
| Ted Buckle         | Inghilterra (bandiera)      | ??    | 1949–1954            | 117      | 33   |                                                                                  |
| Eric Moore         | Inghilterra (bandiera)      | ??    | 1949–1956            | 184      | 0    |                                                                                  |
| Jack Lindsey       | Scozia (bandiera)           | ??    | 1950–1953            | 115      | 2    |                                                                                  |
| Jimmy O'Neill      | Irlanda (bandiera)          | P     | 1949–1960            | 213      | 0    |                                                                                  |
| Tommy E. Jones     | Inghilterra (bandiera)      | A     | 1948–1961            | 411      | 14   | Capitano nel periodo 1957–1961                                                   |
| John Willie Parker | Inghilterra (bandiera)      | A     | 1947–1956            | 176      | 89   |                                                                                  |
| Tony McNamara      | Inghilterra (bandiera)      | ??    | 1951–1957            | 113      | 22   |                                                                                  |
| Don Donovan        | Irlanda (bandiera)          | A     | 1949–1958            | 187      | 2    |                                                                                  |
| Dave Hickson       | Inghilterra (bandiera)      | A     | 1948–1955, 1957–1959 | 253      | 111  |                                                                                  |
| Jimmy Tansey       | Inghilterra (bandiera)      | ??    | 1952–1959            | 142      | 0    |                                                                                  |
| Mick Meagan        | Irlanda (bandiera)          | A     | 1952–1964            | 175      | 1    |                                                                                  |
| Jimmy Harris       | Inghilterra (bandiera)      | A     | 1955–1960            | 207      | 72   | Primo marcatore dell'Everton in League Cup                                       |
| Brian Harris       | Inghilterra (bandiera)      | A     | 1955–1966            | 360      | 29   |                                                                                  |
| Albert Dunlop      | Inghilterra (bandiera)      | P     | 1956–1963            | 231      | 0    |                                                                                  |
| Derek Temple       | Inghilterra (bandiera)      | A     | 1957–1967            | 277      | 84   |                                                                                  |
| Bobby Collins      | Scozia (bandiera)           | C     | 1958–1962            | 147      | 48   |                                                                                  |
| Alex Parker        | Scozia (bandiera)           | A     | 1958–1964            | 230      | 5    |                                                                                  |
| Brian Labone       | Inghilterra (bandiera)      | C     | 1958–1971            | 533      | 2    | Capitano nel periodo 1965–1971                                                   |
| Billy Bingham      | Irlanda del Nord (bandiera) | C     | 1960–1962            | 98       | 26   | Allenatore nel periodo 1973–1977                                                 |
| Roy Vernon         | Galles (bandiera)           | A     | 1960–1965            | 203      | 111  | Capitano nel periodo 1962–1965                                                   |
| Alex Young         | Scozia (bandiera)           | A     | 1960–1968            | 275      | 109  |                                                                                  |
| Jimmy Gabriel      | Scozia (bandiera)           | C     | 1960–1967            | 304      | 37   | Dirigente nei periodi 1990, 1993–1994                                            |
| Dennis Stevens     | Inghilterra (bandiera)      | C     | 1962–1965            | 145      | 32   | Primo marcatore in una competizione europea per l'Everton                        |
| Johnny Morrissey   | Inghilterra (bandiera)      | ??    | 1962–1971            | 313      | 50   |                                                                                  |
| Gordon West        | Inghilterra (bandiera)      | P     | 1962–1972            | 402      | 0    |                                                                                  |
| Alexander Scott    | Scozia (bandiera)           | C     | 1962–1966            | 180      | 26   |                                                                                  |
| Sandy Brown        | Scozia (bandiera)           | A     | 1963–1970            | 253      | 11   |                                                                                  |
| Andy Rankin        | Inghilterra (bandiera)      | P     | 1963–1970            | 106      | 0    |                                                                                  |
| Colin Harvey       | Inghilterra (bandiera)      | C     | 1963–1974            | 386      | 24   | Allenatore nel periodo 1987–1990                                                 |
| Fred Pickering     | Inghilterra (bandiera)      | A     | 1963–1967            | 115      | 70   |                                                                                  |
| Ray Wilson         | Inghilterra (bandiera)      | D     | 1964–1969            | 153      | 0    | Campione del Mondo nel 1966                                                      |
| Jimmy Husband      | Inghilterra (bandiera)      | A     | 1964–1973            | 197      | 55   |                                                                                  |
| Tommy Wright       | Inghilterra (bandiera)      | D     | 1964–1974            | 374      | 4    |                                                                                  |
| John Hurst         | Inghilterra (bandiera)      | C     | 1964–1976            | 388      | 34   |                                                                                  |
| Alan Ball          | Inghilterra (bandiera)      | C     | 1966–1971            | 250      | 78   | Campione del Mondo nel 1966                                                      |
| Joe Royle          | Inghilterra (bandiera)      | A     | 1966–1974            | 276      | 119  | Allenatore nel periodo 1994–1997                                                 |
| Howard Kendall     | Inghilterra (bandiera)      | C     | 1967–1974            | 275      | 30   | Capitano nel periodo 1971–1974, Allenatore nei periodi 1981–87, 1990–93, 1997–98 |
| Terry Darracott    | Inghilterra (bandiera)      | D     | 1967–1979            | 178      | 0    |                                                                                  |
| Roger Kenyon       | Inghilterra (bandiera)      | D     | 1966–1979            | 308      | 9    |                                                                                  |
| Dai Davies         | Galles (bandiera)           | P     | 1970–1977            | 94       | 0    |                                                                                  |
| Henry Newton       | Inghilterra (bandiera)      | C     | 1970–1973            | 85       | 6    |                                                                                  |
| John Connolly      | Scozia (bandiera)           | A     | 1972–1976            | 118      | 16   |                                                                                  |
| Mick Buckley       | Inghilterra (bandiera)      | C     | 1971–1977            | 158      | 12   |                                                                                  |
| Mick Lyons         | Inghilterra (bandiera)      | D     | 1971–1981            | 462      | 59   |                                                                                  |
| Mike Bernard       | Inghilterra (bandiera)      | C     | 1972–1976            | 172      | 8    |                                                                                  |
| David Lawson       | Inghilterra (bandiera)      | P     | 1972–1976            | 152      | 0    |                                                                                  |
| Dave Clements      | Irlanda del Nord (bandiera) | D     | 1973–1975            | 99       | 8    | Capitano nel periodo 1974–1975                                                   |
| Bob Latchford      | Inghilterra (bandiera)      | A     | 1973–1980            | 289      | 138  | Capocannoniere nella stagione 1977–78                                            |
| George Telfer      | Inghilterra (bandiera)      | A     | 1973–1980            | 113      | 22   |                                                                                  |
| Jim Pearson        | Scozia (bandiera)           | A     | 1974–1977            | 126      | 19   |                                                                                  |
| Martin Dobson      | Inghilterra (bandiera)      | C     | 1974–1978            | 231      | 39   |                                                                                  |
| Dave Jones         | Inghilterra (bandiera)      | A     | 1975–1978            | 103      | 2    |                                                                                  |
| Andy King          | Inghilterra (bandiera)      | C     | 1976–1980, 1982–1984 | 247      | 68   |                                                                                  |
| Mark Higgins       | Inghilterra (bandiera)      | D     | 1976–1984            | 181      | 6    | Capitano nel periodo 1982                                                        |
| John Bailey        | Inghilterra (bandiera)      | D     | 1979–1986            | 222      | 3    |                                                                                  |
| George Wood        | Scozia (bandiera)           | P     | 1977–1980            | 126      | 0    |                                                                                  |
| Trevor Ross        | Scozia (bandiera)           | C     | 1977–1983            | 151      | 20   |                                                                                  |
| Billy Wright       | Inghilterra (bandiera)      | D     | 1977–1983            | 198      | 10   | Capitano nel periodo 1977–1982                                                   |
| Peter Eastoe       | Inghilterra (bandiera)      | A     | 1979–1982            | 115      | 33   |                                                                                  |
| Asa Hartford       | Scozia (bandiera)           | A     | 1979–1981            | 98       | 7    |                                                                                  |
| Kevin Ratcliffe    | Galles (bandiera)           | D     | 1980–1991            | 494      | 2    | Capitano nel periodo 1982–1992                                                   |
| Graeme Sharp       | Scozia (bandiera)           | A     | 1980–1991            | 445      | 159  |                                                                                  |
| Steve McMahon      | Inghilterra (bandiera)      | C     | 1980–1983            | 120      | 14   |                                                                                  |
| Alan Irvine        | Scozia (bandiera)           | C     | 1981–1984            | 80       | 6    | Dirigente nel periodo 2002–2007                                                  |
| Kevin Richardson   | Inghilterra (bandiera)      | C     | 1981–1986            | 145      | 20   |                                                                                  |
| Neville Southall   | Galles (bandiera)           | P     | 1981–1997            | 750      | 0    | Giocatore con più presenze nella storia dell'Everton                             |
| Derek Mountfield   | Inghilterra (bandiera)      | D     | 1982–1988            | 153      | 24   |                                                                                  |
| Adrian Heath       | Inghilterra (bandiera)      | C     | 1982–1988            | 306      | 94   |                                                                                  |
| Gary Stevens       | Inghilterra (bandiera)      | D     | 1982–1988            | 294      | 13   |                                                                                  |
| Peter Reid         | Inghilterra (bandiera)      | C     | 1982–1988            | 234      | 13   |                                                                                  |
| Kevin Sheedy       | Irlanda (bandiera)          | C     | 1982–1992            | 368      | 97   |                                                                                  |
| Andy Gray          | Scozia (bandiera)           | A     | 1983–1985            | 68       | 22   |                                                                                  |
| Trevor Steven      | Inghilterra (bandiera)      | C     | 1983–1989            | 298      | 59   |                                                                                  |
| Alan Harper        | Inghilterra (bandiera)      | D     | 1983–1988, 1991–1993 | 240      | 5    |                                                                                  |
| Paul Bracewell     | Inghilterra (bandiera)      | C     | 1984–1989            | 143      | 10   |                                                                                  |
| Pat Van Den Hauwe  | ()                          | D     | 1984–1989            | 203      | 3    |                                                                                  |
| Gary Lineker       | Inghilterra (bandiera)      | A     | 1985–1986            | 52       | 40   | Capocannoniere nella stagione 1985–86                                            |
| Neil Pointon       | Inghilterra (bandiera)      | D     | 1985–1989            | 138      | 5    |                                                                                  |
| Dave Watson        | Inghilterra (bandiera)      | D     | 1986–2000            | 529      | 38   | Capitano nel periodo 1992–2000, Allenatore nel 1997                              |
| Ian Snodin         | Galles (bandiera)           | D     | 1987–1994            | 201      | 9    |                                                                                  |
| Stuart McCall      | Scozia (bandiera)           | C     | 1988–1990            | 141      | 10   |                                                                                  |
| Neil McDonald      | Inghilterra (bandiera)      | FB    | 1988–1991            | 123      | 8    |                                                                                  |
| Pat Nevin          | Scozia (bandiera)           | C     | 1988–1991            | 148      | 21   |                                                                                  |
| Tony Cottee        | Inghilterra (bandiera)      | A     | 1988–1994            | 230      | 99   |                                                                                  |
| Martin Keown       | Inghilterra (bandiera)      | D     | 1989–1992            | 126      | 0    |                                                                                  |
| John Ebbrell       | Inghilterra (bandiera)      | C     | 1989–1997            | 266      | 19   |                                                                                  |
| Peter Beagrie      | Inghilterra (bandiera)      | C     | 1989–1994, 1998      | 143      | 17   |                                                                                  |
| Gary Ablett        | Inghilterra (bandiera)      | D     | 1990–1995            | 155      | 6    |                                                                                  |
| Matt Jackson       | Inghilterra (bandiera)      | D     | 1990–1995            | 165      | 6    |                                                                                  |
| Andy Hinchcliffe   | Inghilterra (bandiera)      | D     | 1990–1997            | 222      | 9    |                                                                                  |
| Peter Beardsley    | Inghilterra (bandiera)      | A     | 1991–1992            | 95       | 32   |                                                                                  |
| David Unsworth     | Inghilterra (bandiera)      | D     | 1991–1997, 1998–2004 | 355      | 44   | Giocatore con più presenze in campionato con l'Everton                           |
| Barry Horne        | Galles (bandiera)           | C     | 1992–1996            | 150      | 3    |                                                                                  |
| Paul Rideout       | Inghilterra (bandiera)      | A     | 1992–1996            | 140      | 40   |                                                                                  |
| Graham Stuart      | Inghilterra (bandiera)      | C     | 1993–1997            | 161      | 31   |                                                                                  |
| Joe Parkinson      | Inghilterra (bandiera)      | C     | 1993–1999            | 107      | 4    |                                                                                  |
| Daniel Amokachi    | Nigeria (bandiera)          | C     | 1994–1996            | 54       | 12   | Medaglia d'oro alle Olimpiadi del 1996                                           |
| Anders Limpar      | Svezia (bandiera)           | C     | 1994–1997            | 82       | 6    |                                                                                  |
| Duncan Ferguson    | Scozia (bandiera)           | A     | 1994–1998, 2000–2006 | 272      | 72   | Capitano nel periodo 1997–1998                                                   |
| Andrei Kanchelskis | Russia (bandiera)           | C     | 1995–1996            | 60       | 20   |                                                                                  |
| Craig Short        | Inghilterra (bandiera)      | D     | 1995–1998            | 114      | 4    |                                                                                  |
| Gary Speed         | Galles (bandiera)           | C     | 1996–1998            | 65       | 18   | Capitano nel periodo 1997–1998                                                   |
| Michael Ball       | Inghilterra (bandiera)      | D     | 1996–2000            | 138      | 8    |                                                                                  |
| Nick Barmby        | Inghilterra (bandiera)      | C     | 1996–2000            | 133      | 23   |                                                                                  |
| Paul Gerrard       | Inghilterra (bandiera)      | P     | 1996–2002            | 99       | 0    |                                                                                  |
| Marco Materazzi    | Italia (bandiera)           | D     | 1997–1998            | 27       | 1    | Campione del mondo nel 2006                                                      |
| Slaven Bilić       | Croazia (bandiera)          | D     | 1997-2000            | 28       | 0    |                                                                                  |
| Thomas Myhre       | Norvegia (bandiera)         | P     | 1997–2001            | 70       | 0    |                                                                                  |
| Kevin Campbell     | Inghilterra (bandiera)      | A     | 1997–2005            | 163      | 51   |                                                                                  |
| David Weir         | Scozia (bandiera)           | D     | 1998–2007            | 269      | 11   | Capitano nel periodo 2005–2007                                                   |
| Richard Gough      | Scozia (bandiera)           | D     | 1999–2001            | 42       | 1    | Capitano nel periodo 2000–2001                                                   |
| Scot Gemmill       | Scozia (bandiera)           | C     | 1999–2003            | 107      | 5    |                                                                                  |
| Mark Pembridge     | Galles (bandiera)           | C     | 1999–2003            | 101      | 4    |                                                                                  |
| Steve Watson       | Inghilterra (bandiera)      | D     | 2000–2005            | 139      | 16   |                                                                                  |
| Thomas Gravesen    | Danimarca (bandiera)        | C     | 2000–2005, 2007–2008 | 168      | 12   |                                                                                  |
| Gary Naysmith      | Scozia (bandiera)           | D     | 2000–2007            | 151      | 7    |                                                                                  |
| Alessandro Pistone | Italia (bandiera)           | D     | 2000–2007            | 117      | 1    |                                                                                  |
| Leon Osman         | ()                          | C     | 2000–                | 332      | 47   |                                                                                  |
| Paul Gascoigne     | Inghilterra (bandiera)      | C     | 2000-2002,           | 32       | 1    |                                                                                  |
| David Ginola       | Francia (bandiera)          | C     | 2002-2003,           | 5        | 1    |                                                                                  |
| Tomasz Radzinski   | ()                          | A     | 2001–2004            | 102      | 28   |                                                                                  |
| Alan Stubbs        | Inghilterra (bandiera)      | D     | 2001–2005, 2006–2008 | 192      | 7    | Capitano nel periodo 2001–2005                                                   |
| Tony Hibbert       | Inghilterra (bandiera)      | D     | 2001–                | 314      | 0    |                                                                                  |
| Wayne Rooney       | Inghilterra (bandiera)      | A     | 2002–2004            | 67       | 15   |                                                                                  |
| Lee Carsley        | Irlanda (bandiera)          | C     | 2002–2008            | 198      | 12   |                                                                                  |
| Joseph Yobo        | Nigeria (bandiera)          | D     | 2002–2012            | 259      | 10   |                                                                                  |
| Kevin Kilbane      | ()                          | C     | 2003–2006            | 120      | 5    |                                                                                  |
| James McFadden     | Scozia (bandiera)           | A     | 2003–2008, 2011-     | 139      | 19   |                                                                                  |
| Tim Cahill         | Australia (bandiera)        | C/A   | 2004–2012            | 242      | 65   |                                                                                  |
| Mikel Arteta       | Spagna (bandiera)           | C     | 2005–2011            | 208      | 33   |                                                                                  |
| Phil Neville       | Inghilterra (bandiera)      | D     | 2005–2013            | 300      | 5    | Capitano nel periodo 2007–2013                                                   |
| Joleon Lescott     | Inghilterra (bandiera)      | D     | 2006–2009            | 143      | 17   |                                                                                  |
| Victor Anichebe    | ()                          | A     | 2006–2013            | 154      | 24   | Medaglia d'argento alle Olimpiadi del 2008                                       |
| Tim Howard         | ()                          | P     | 2006–                | 298      | 1    |                                                                                  |
| Yakubu Aiyegbeni   | Nigeria (bandiera)          | A     | 2007–2011            | 107      | 33   |                                                                                  |
| Jack Rodwell       | Inghilterra (bandiera)      | C     | 2007-2012            | 85       | 5    |                                                                                  |
| Leighton Baines    | Inghilterra (bandiera)      | D     | 2007–                | 231      | 21   |                                                                                  |
| Phil Jagielka      | ()                          | D     | 2007–                | 203      | 7    | Capitano dal 2013 ad oggi                                                        |
| Steven Pienaar     | Sudafrica (bandiera)        | C     | 2007–2010, 2012-     | 174      | 21   |                                                                                  |
| Marouane Fellaini  | ()                          | C/A   | 2008-2013            | 161      | 31   |                                                                                  |
| John Heitinga      | Paesi Bassi (bandiera)      | D/C   | 2009-2013            | 127      | 4    |                                                                                  |
| Sylvain Distin     | ()                          | D     | 2009-                | 141      | 5    |                                                                                  |
| Séamus Coleman     | Irlanda (bandiera)          | D/C   | 2009-                | 88       | 7    |                                                                                  |
| Nikica Jelavić     | Croazia (bandiera)          | A     | 2012-2014            | 59       | 16   |                                                                                  |
| Darron Gibson      | Irlanda (bandiera)          | C     | 2012-                | 27       | 1    |                                                                                  |